# Культурна ідентифікація
Ідентифікація (від лат. identicus — тотожний і facio — роблю) — це процес неусвідомлюваного ототожнення себе з іншим суб'єктом, твариною, предметом, групою, взірцем, ідеалом, організацією, соціальним інститутом.~
Культурна ідентифікація відбувається під час соціалізації особистості — переходу людини від індивідуального до соціального під прямим чи опосередкованим впливом таких чинників соціального середовища як:
- сукупність ролей, соціальних статусів, що суспільство пропонує людині;
- соціальні спільноти, в межах яких індивід може реалізувати певні соціальні ролі і набути конкретного статусу;
- система соціальних і культурних норм та цінностей, які домінують у суспільстві й наслідуються молодшими поколіннями від старших;
- соціальні інститути, що забезпечують виробництво та відтворення культурних взірців, норм, цінностей та сприяють їх передаванню та засвоєнню;
- загальна ситуація в країні.

Згідно з Фройдом, за допомогою ідентифікації маленькі діти засвоюють моделі поведінки значущих для них людей, формують Над’Я, приймають чоловічу або жіночу роль. Ідентифікація, за Фройдом, — це неусвідомлюване перенесення на себе почуттів, рис, особливостей, які притаманні іншій людині.
3.Фройд стверджував, що ідентифікація — це захист від об'єкта (який викликає страх) через уподібнення до нього. Так, хлопчик несвідомо наслідує батька і цим прагне заслужити його любов і повагу. Довільно ідентифікуючись з агресором, суб'єкт може позбавитися страху. Коли хлопчик відчуває себе слабким і безпорадним, він хоче бути таким, «як тато», тобто ідентифікується, ототожнюється з батьком. Коли підліток відчуває себе схвильованим, він намагається бути таким же врівноваженим і сильним, як кіногерой (він ідентифікується з кіно героєм). Завдяки ідентифікації, згідно з Фройдом, досягається також символічне володіння бажаним, але недосяжним об'єктом (як це має місце в едіповому комплексі, коли хлопчик ідентифікується з батьком, що сприяє розвиткові нормальної сексуальності індивіда). Вперше механізм культурної ідентифікації був розкритий в психологічній концепції Фройда, що створена на основі патопсихологічних спостережень, а потім розповсюджені на «нормальне» духовне життя.
До механізмів соціалізації належать:
1. імітація — усвідомлені спроби дитини копіювати й наслідувати поведінку дорослих і друзів;
2. ідентифікація — засвоєння дітьми поведінки батьків, соціальних цінностей і норм як своїх власних;
3. почуття сорому і вини або негативні механізми соціалізації, що забороняють і придушують деякі моделі поведінки.

Ці моделі спрацьовують переважно на стадії дитинства. Але деякі дослідники вживають фройдівськи поняття і для дорослих. Так, Парсонс розуміє під імітацією процес засвоєння елементів культури шляхом простого наслідування, а не свідомого вибору; ідентифікація — вияв ставлення до соціального середовища та його складових компонентів, прийняття цінностей певних соціальних груп і спільнот, спосіб усвідомлення своєї до них приналежності. У широкому сенсі ідентифікація — це неусвідомлюване прагнення наслідувати взірець, ідеал, що дає змогу перемогти власну слабкість і почуття неповноцінності. За допомогою цього механізму психологічного захисту людина позбавляється почуття меншовартості й відчуженості.